# Drapeaux des Îles mineures éloignées des États-Unis
Cet article liste les drapeaux, tous non officiels, des îles mineures éloignées des États-Unis d'Amérique : Baker, Howland, Jarvis, Johnston, Kingman, Midway, La Navasse, Palmyra et Wake. Baker, Howland, Jarvis, Récif Kingman n'ont pas de drapeaux. Le seul drapeau ayant valeur officielle pour ces îles est la bannière étoilée.

## Galerie

Drapeau des îles Midway
Drapeau de l'atoll Palmyra
Drapeau de l'île Wake